# Sling
Sling — второй студийный альбом американской певицы и автора песен Clairo, выпущенный 16 июля 2021 года на лейблах Fader и Republic. Он стал продолжением её дебютного альбома Immunity. Альбом был анонсирован 11 июня 2021 года, одновременно с выпуском лид-сингла «Blouse».
После выхода Sling получил широкое признание музыкальных критиков, которые отметили заметное расширение вокала Коттрилл и зрелость её авторства. Альбом имел коммерческий успех, дебютировав на 17 месте в американском чарте Billboard 200, став её первым альбомом в топ-20.

## Об альбоме и релиз
В апреле 2020 года стало известно, что Clairo начала работу над продолжением Immunity, когда она поделилась скриншотом плейлиста под названием ‘Album 2 (demos so far)’. Одна из демозаписей под названием ‘february 15, 2020 london, uk (demo)’ датируется февралём 2020 года, а другая под названием «Everything I Know» — началом апреля. В процессе написания альбома Clairo призналась, что «Джоани, моя собака, открыла мой мир так, как я и не думала, что способна. Заботясь о ней, она заставила меня столкнуться с моими собственными мыслями о родительстве и о том, что оно будет значить для меня.» Начав сочинять в июле 2020 года, Clairo рассказала, что «Reaper» была первой песней, которую она написала для альбома, а затем записала около 35 демо-версий. Запись проходила осенью 2020 года в Allaire Recording Studios на севере штата Нью-Йорк, и была завершена в Electric Lady Studios в Нью-Йорке.
До объявления о выпуске Sling, Clairo исполнила бэк-вокал в песне Лорд «Solar Power» вместе с Фиби Бриджерс. 11 июня 2021 года Clairo выпустила лид-сингл альбома, «Blouse», в котором звучит бэк-вокал Лорд. Our Culture назвала «Blouse» одной из лучших песен недели 14 июня 2021 года. Песня прозвучала на The Tonight Show Starring Jimmy Fallon.  В 2022 году она отправилась в Sling Tour с Arlo Parks на разогреве.

## Композиция
Sling был описан как винтажный поп, акустический фолк, фолк-рок, барокко-поп и чембер-фолк. Журналист Rolling Stone Джонатан Бернштейн назвал его концептуальным альбомом о «старении и ощущении себя старше, чем следовало бы». Песня «Blouse» была описана как фолк-мелодия и «сокрушительная баллада», в которой Clairo поёт под «тихую акустическую гитару», а также «оркестровые раскаты». Вокал Clairo становится громче в миксе песни по мере продвижения трека и включает бэк-вокал в исполнении Лорд.

## Отзывы критиков
| Совокупная оценка    | Совокупная оценка |
| Источник             | Оценка            |
| -------------------- | ----------------- |
| AnyDecentMusic?      | 7.9/10            |
| Metacritic           | 84/100            |
| Оценки критиков      |                   |
| Источник             | Оценка            |
| AllMusic             | [ 24 ]            |
| The A.V. Club        | A−                |
| Clash                | 9/10              |
| Gigwise              | [ 17 ]            |
| The Line of Best Fit | 9/10              |
| NME                  | [ 26 ]            |
| The Observer         | [ 27 ]            |
| Pitchfork            | 7.4/10            |
| Rolling Stone        | [ 19 ]            |
| Slant                | [ 16 ]            |

Sling получил признание критиков после своего выхода. На сайте Metacritic, который присваивает нормализованный рейтинг из 100 баллов рецензиям критиков, альбом получил средние 84 балла, что означает «всеобщее признание», на основе 21 рецензии.
Обозреватель The Line of Best Fit Джей Сингх описал альбом как содержащий такие легко узнаваемые темы, как «тоска по стабильности, борьба с нашей смертностью и стремление относиться к себе бережно». Он отметил, что Коттрилл справляется с тяжёлыми темами песен «Blouse» и «Just for Today» с «изяществом и тонкостью, намного превосходящими её годы». Он завершил рецензию словами о том, что «Коттрилл может утешиться тем, что она создала нечто вечное».
Джем Асвад из Variety назвал альбом «триумфом винтажной поп-музыки». Он также написал, что Clairo «значительно продвинулась как певица». Он отметил, что продюсер Ростам Батманглидж в альбоме Immunity накладывал эхо на её голос для компенсации её ограниченного диапазона, но в альбоме Sling она и Джек Антонофф сделали мультитреки на её голос, который имеет «изысканные многослойные гармонии». Он сказал, что в записи присутствуют барочные штрихи с использованием винтажных клавишных, электропианино Вурлитцер и струнного квартета.

### Похвалы
| Публикация           | Почесть                           | Позиция | Источник(и) |
| -------------------- | --------------------------------- | ------- | ----------- |
| Dork                 | Альбомы Dork 2021 года            | 31      | [ 29 ]      |
| Evening Standard     | Лучшие альбомы 2021 года          | н/д     | [ 30 ]      |
| The Guardian         | 50 лучших альбома 2021            | 29      | [ 31 ]      |
| The Line of Best Fit | Рейтинг лучших альбомов 2021 года | 30      | [ 32 ]      |
| NME                  | 50 лучших альбомов 2021 года      | 14      | [ 33 ]      |
| Stereogum            | 50 лучших альбомов 2021 года      | 19      | [ 34 ]      |
| Uproxx               | Лучшие альбомы 2021 года          | н/д     | [ 35 ]      |

## Список композиций
| №                   | Название            | Автор(ы)                    | Длительность |
| ------------------- | ------------------- | --------------------------- | ------------ |
| 1.                  | «Bambi»             | Клэр Коттрилл Джек Антонофф | 4:37         |
| 2.                  | «Amoeba»            | Коттрилл Антонофф           | 3:48         |
| 3.                  | «Partridge»         | Коттрилл Антонофф           | 3:13         |
| 4.                  | «Zinnias»           | Коттрилл Антонофф           | 2:54         |
| 5.                  | «Blouse»            | Коттрилл                    | 3:15         |
| 6.                  | «Wade»              | Коттрилл                    | 4:46         |
| 7.                  | «Harbor»            | Коттрилл Сэм Бейкер         | 4:24         |
| 8.                  | «Just for Today»    | Коттрилл                    | 3:37         |
| 9.                  | «Joanie»            | Коттрилл Антонофф           | 4:45         |
| 10.                 | «Reaper»            | Коттрилл                    | 2:39         |
| 11.                 | «Little Changes»    | Коттрилл Антонофф           | 2:40         |
| 12.                 | «Management»        | Коттрилл                    | 3:48         |
| Общая длительность: | Общая длительность: | Общая длительность:         | 44:33        |

## Чарты
| Чарт (2021)                       | Высшая позиция |
| --------------------------------- | -------------- |
| Австралия (ARIA)                  | 88             |
| Ирландия (IRMA)                   | 65             |
| Шотландия (Scottish Albums Chart) | 16             |
| Великобритания (UK Albums Chart)  | 73             |
| США (Billboard 200)               | 17             |

## Участники записи
Музыканты
- Clairo — вокал, производство (все треки), электрогитара (1-3, 12), фортепиано (1-3, 6, 7, 9-12), электрическое пианино Вурлитцер[англ.] (1-3, 9-11), калимба (2, 6), Hammond B3 (3), 12-струнная акустическая гитара (4), акустическая гитара (4, 8, 10), клавишные, меллотрон, синтезатор (7); вибрафон (7, 12), клавикорд (9), хлопки[англ.] (10)
- Джек Антонофф — производство (все треки), бас (1-7, 10, 11), клавикорд (1, 2), электрогитара (1-6, 9-12), барабаны (1-4, 6, 7, 9) , 11), меллотрон (1, 5-8, 11, 12), фортепиано (1, 7, 10), 12-струнная акустическая гитара (2, 4, 6, 7), акустическая гитара (2, 4, 6, 7, 9), безладовый бас (2, 4), бас Moog (2, 4, 6, 7, 9, 11, 12), программирование (2), слайд-гитара (2, 5, 11, 12), электрическое фортепиано Вурлитцер (2, 3, 6, 12), акустическая бас-гитара (4, 12), гавайская гитара (4, 6), синтезатор (4, 5), струнный дирижёр (5, 8), калимба (6), контрабас (6, 7, 10), Родес-пиано (12)
- Эван Смит — флейта, саксофоны (1, 2, 4-7, 10, 12); синтезатор (1, 4, 5), кларнет (4, 6, 7, 12), скрипка (7)
- Лорд — бэк-вокал (5, 10)
- Эрик Байерс — виолончель (5)
- Бобби Хок — скрипка (5, 8, 12)
- Сэм Бейкер — акустическая гитара, калимба, лютня, гавайская гитара (6); фортепиано, производство (7)
- Джейк Пассмор — акустическая бас-гитара (7), акустическая гитара (7, 12), бэк-вокал (12)
- Джоани Коттрилл — ударные (9)

Технический персонал
- Крис Герингер[англ.] — звукоинженер мастеринга
- Джек Антонофф — микшер, звукоинженер звукозаписи
- Лаура Сиск — микшер (1-4, 6, 7, 10-12), звукорежиссёр[англ.] (1-8, 10-12)
- Джон Руни — звукорежиссёр (4-6, 8, 9, 11), помощник звукооператора (1-3, 7, 10, 12)
- Сэм Бейкер — звукорежиссёр (6, 7, 12)
- Уилл Куиннелл — помощник мастеринг-звукоинженера
- Шубхам Мондал — помощник звукооператора (2, 4, 8, 9, 11)